# Bubaris vermiculata
Bubaris vermiculata är en svampdjursart som först beskrevs av James Scott Bowerbank 1866.  Bubaris vermiculata ingår i släktet Bubaris och familjen Bubaridae. Inga underarter finns listade i Catalogue of Life.